# Трансери 2
«Трансери 2» (англ. Trancers II) — американський фантастичний бойовик режисера Чарльза Бенда.

## Сюжет
Минуло 6 років з тих пір, як Джек Дет — поліцейський з майбутнього і професійний мисливець за трансерами розправився з останнім зомбі-вбивцею. Він спокійно живе у друга Хепа Ешбі зі своєю новою дружиною Ліною. Раптом у нього з'являється особливе почуття близької присутності трансерів.

## У ролях
| Актор              | Роль                    |
| ------------------ | ----------------------- |
| Тім Томерсон       | Джек Дет                |
| Гелен Гант         | Ліна Дет                |
| Меган Ворд         | Аліса Стілвелл          |
| Біфф Менард        | Хап Ешбі                |
| Мартін Бесвік      | медсестра Троттер       |
| Джеффрі Комбс      | доктор Пайл             |
| Елісон Крофт       | Макналті                |
| Тельма Хопкінс     | командер Рейнс          |
| Арт ЛаФлер         | старий Макналті         |
| Барбара Кремптон   | Седі Бреді              |
| Сонні Карл Девіс   | Кролик                  |
| Річард Лінч        | доктор Е. Д. Вардо      |
| Ріно Майклс        | Shovel Man              |
| Майкл Секора       | Рамон                   |
| Віллі Парсонс      | Карлі                   |
| Дені Клейн         | Перлина                 |
| Дон До             | черговий                |
| Гарі Руні          | охоронець 1             |
| Б.Дж. Девіс        | охоронець 2             |
| Хуан Баррі         | продавець               |
| Ніл Перроу         | активіст 1              |
| Крістофер Дойл     | активіст 2              |
| Гордон Хант        | Гірчиця                 |
| Альберт Бенд       | Чилі                    |
| Джон Девіс Чендлер | п'яниця 1               |
| Ірвін Моуслі мол.  | п'яниця 2               |
| Аль Хендерсон      | п'яниця 3               |
| Пол Роуч           | п'яниця 4               |
| Кертіс Шоу         | Зелений світ активіст 1 |
| Карл Бакке         | Зелений світ активіст 2 |
| Крістофер Антекеер | касир                   |
| Крістофер Лінч     | оператор Вардоса        |
| Грегорі Нібел      | агент з нерухомості     |
| Кевін О'Хара       | активіст                |
| Род Пітман         |                         |